# Colline de Montjay
La colline de Montjay est une colline située à l'ouest du centre de Chambéry, à la limite avec Cognin. D'urbanisation majoritairement pavillonnaire, l'hôpital de Chambéry y est également implanté.

## Situation
Elle est bordée au sud par le faubourg Mâché parallèle à l'avenue de Lyon (ex-RN 6), à l'ouest par l'avenue Henry-Bordeaux (D 1006, parallèle à l'Hyères), à l'est par la rue Girard-Madoux, parallèle à l'avenue Jean-Jaurès, et au nord par l'avenue du Comte-Vert (D 1). Elle est traversée au centre par le chemin de Montjay.
L'avenue du Comte-Vert, l'avenue de Lyon, l'avenue Jean-Jaurès et l'avenue Henry-Bordeaux se trouvent strictement au pied de la colline, avec tout de même des variations de relief dues aux débuts de la Chartreuse et à l'entrée dans la vallée de l'Hyères, alors que la rue Girard-Madoux et le faubourg Mâché empiètent partiellement sur ses reliefs.
Au sud, son relief ne décroît pas beaucoup puisqu'elle est prolongée par les coteaux du Biollay puis de Villeneuve, en direction du massif de la Chartreuse, tandis qu'à l'ouest les premiers contreforts de chaîne de l'Épine se trouvent à environ 1 kilomètre, avec le mont Chamoux.
C'est cette situation qui incite à implanter le château de Chambéry au pied de sa butte Est.

## Géologie
La colline de Montjay s'étend sur 1 100 mètres d'est en ouest, et un peu plus d'un kilomètre du nord au sud. Son altitude moyenne se tient entre 285 et 290 mètres, néanmoins à l'ouest, une butte y approche les 315 mètres. Il s'agit d'une terrasse alluviale.

## Patrimoine
Y sont également implantés :
- le Foyer départemental de l'enfance de la Savoie ;
- la villa Argentine, ancien domicile de Claude Martin.